# Filippo Antonio Revelli
Filippo Antonio Revelli (1716 – 1801) foi um matemático italiano.

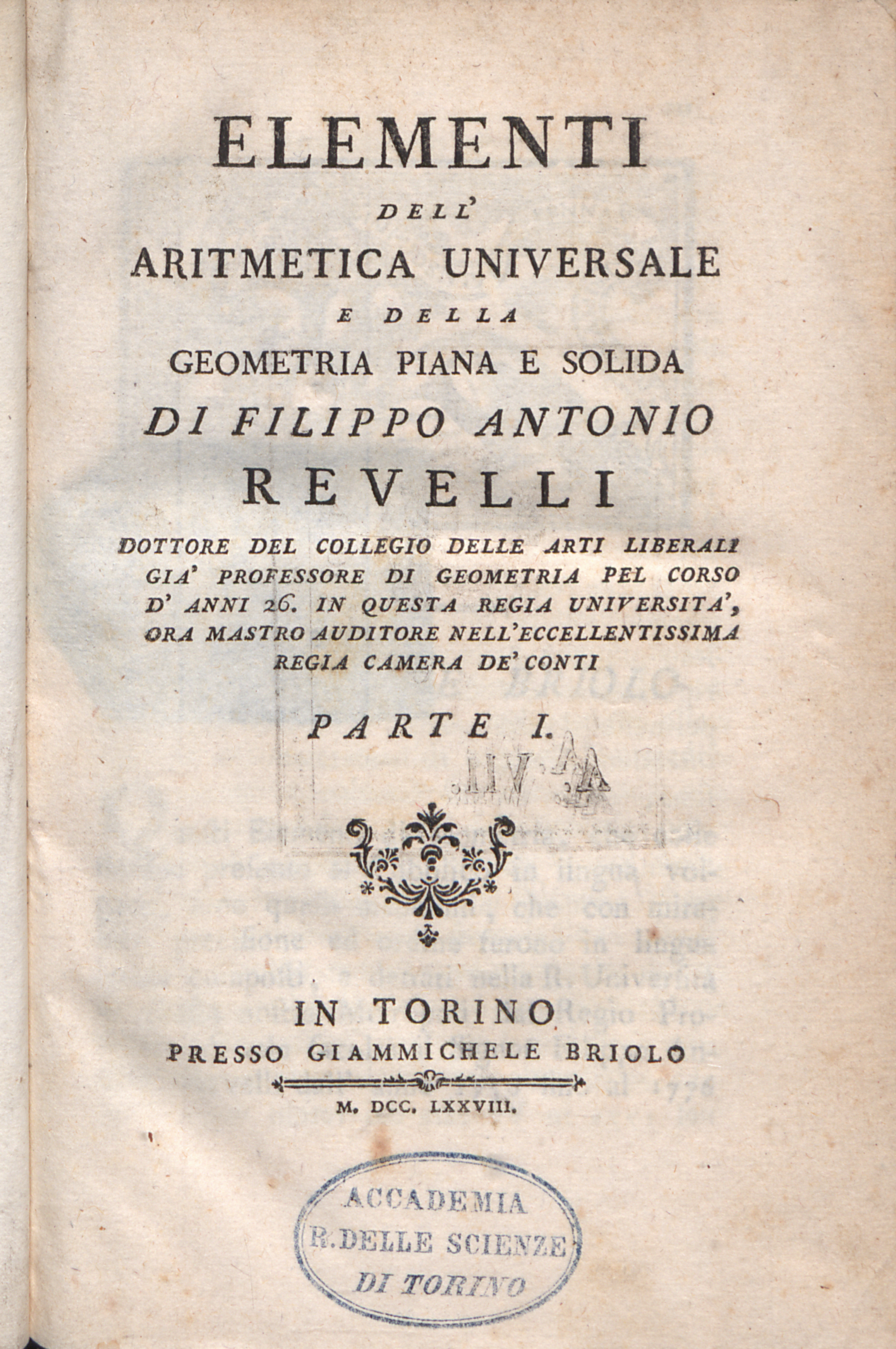
Elementi dell'aritmetica universale e della geometria piana e solida, 1778

Foi professor de geometria durante 26 anos na Universidade de Turim, tendo lecionado dentre outros para Joseph-Louis Lagrange.
Seu filho Vincenzo Antonio Revelli (1764-1835) foi um filósofo e pintor.

## Obras
- Elementi dell'aritmetica universale e della geometria piana e solida (em italiano). 1. Turim: Giammichele Briolo. 1778
- Elementi dell'aritmetica universale e della geometria piana e solida (em italiano). 2. Turim: Giammichele Briolo. 1778